# Be Quick or Be Dead
Be Quick or Be Dead (с англ. — «Поторопись или умри») — двадцать второй сингл британской хеви-метал-группы Iron Maiden. Первый сингл группы, соавтором которого стал новый гитарист Яник Герс

## Be Quick or Be Dead
Сингл был записан в ходе записи альбома Fear of the Dark в 1992 году. Сингл реализовывался на нескольких носителях: CD-сингл, 7 и 12-дюймовых виниловых дисках (отличающимися сторонами «B») и в виде так называемого pictured disc, то есть диска, на поверхность которого был нанесён рисунок. сингл был выпущен в продажу месяцем раньше альбома.
Содержание песни было навеяно рядом скандалов в финансовой сфере, имевших место до и во время написания песни, в частности разоблачением 600-миллионного мошенничества Роберта Максвелла, миллиардными кредитами, полученными в Bank of Credit and Commerce International его владельцами, обвалом европейских фондовых бирж.
Музыкально песня одна из самых быстрых и тяжёлых у группы. На песню снят видеоклип, представляющий собой постановочное выступление группы в порту на фоне кранов, перемежающееся нарезкой фрагментов, символизирующих деловую жизнь: клавиатуры банкоматов, биржевые индексы на табло, деловые центры из небоскрёбов и т.п.

## Сторона B сингла
В зависимости от величины диска, на стороне «B» официально размещалась или одна или две песни. На всех видах семидюймовых синглов находилась песня Nodding Donkey Blues, можно перевести как (с англ. — «Блюз дремлющего осла»), 12-тактовый блюз довольно-таки фривольного содержания, исполненный Iron Maiden.
На двенадцатидюймовых макси-синглах и на CD, на стороне «B», наряду с песней Nodding Donkey Blues, находилась также кавер-версия песни Space Station № 5 (англ. Космическая станция № 5) группы Montrose
Особый интерес представляет тот факт, что на некоторых дисках, с одним и тем же оформлением и каталожным номером, из одного и того же тиража, имеется так называемый скрытый трек, то есть песня, не поименованная на конверте. Такие диски были выпущены только в Великобритании и содержат трек Bayswater Ain't a Bad Place to Be (с англ. — «Бэйзуотер - не такое и плохое место»). В общем-то песней этот восьмиминутный трек не является: он представляет собой монолог Брюса Дикинсона, под аккомпанемент акустической гитары, пародирующий Роба Смоллвуда, менеджера группы, его манеру работы и общения с музыкантами и его йоркширский акцент.
О, чтоб тебя! Что? Эта чёртова песня? Эта чёртова песня...что если назвать её Fear Of The Golf. Страх гольфа. Нет, не залива Вы же не хотите загнать всех в депрессию? Какое это имеет отношение...У вас уже есть песня про Войну в Заливе. Afraid To Shoot Strangers, она о войне в Заливе. И вообще, война в Заливе кончилась. Стив! Это уже случилось, и это так или иначе не новость. Не мог бы ты поменять одну букву и сделать песню про гольф. Гольф — это всегда. Он каждый хренов год. А война в Заливе не каждый хренов год, так ведь? Я имею в виду, что за последние пять лет об этом забыли. Вы же не поёте сейчас о чёртовой Второй мировой войне. А о гольфе не поёт никто. И вы продвинетесь на этот чёртов рынок. Я сказал! Вы продвинетесь! Продвинетесь!   
Оригинальный текст (англ.)Oh, bloody hell! What? This bloody song? This bloody song... what about calling it... what about calling it 'Fear Of The Golf'? 'Fear Of The Golf' No, not the Gulf! You don't want to depress everybody. What's that got to do with... You've already got a song about the Gulf War. 'Afraid To Shoot Strangers', this is about the Gulf War. Well the Gulf War's over, Steve! It's already happened and it's not news anymore. Couldn't you change it, one letter and make it about golf. Golf's happening all the time! It happens every bloody year. The Gulf War never happens every bloody year, does it? I mean they'll have forgotten about it in five years' time. You're not singing about the bloody Second World War now. But nobody's singing songs about golf. You'll go to the bloody market, I'm telling you! You will! You will! 
Это уже второй розыгрыш Роба Смоллвуда, первый был на второй стороне сингла Wasted Years (Sheriff of Huddersfield)

## Конверт
Конверт иллюстрировал художник Дерек Риггс, и это стало одной из последних работ художника для группы. На обложке изображён Эдди, душащий Роберта Максвелла, на фоне газетных вырезок о финансовых скандалах. 

## Список композиций
Сторона «А»
1. Be Quick or Be Dead (Дикинсон, Герс) — 3:25

Сторона «B»
1. «Nodding Donkey Blues» (Iron Maiden) — 3:18
2. «Space Station #5» (Монтроуз, Хейгер) — 3:47
3. «Bayswater Ain’t a Bad Place to Be» (Дикинсон, Герс) — 8:05 (скрытый трек на случайных дисках)

## Участники
- Брюс Дикинсон — вокал
- Стив Харрис — бас
- Яник Герс — гитара
- Дейв Мюррей — гитара
- Нико МакБрэйн — ударные

## Персонал
- Мартин Бёрч — продюсер, звукооператор, микширование
- Дерек Риггс — иллюстрация

## Чарты
| Чарт (1992)                      | Позиция |
| -------------------------------- | ------- |
| Australian Singles Chart         | 47      |
| Belgian Singles Chart (Flanders) | 47      |
| Dutch Singles Chart              | 26      |
| German Singles Chart             | 32      |
| Irish Singles Chart              | 10      |
| New Zealand Singles Chart        | 12      |
| Norwegian Singles Chart          | 3       |
| Swedish Singles Chart            | 15      |
| Swiss Singles Chart              | 15      |
| UK Singles Chart                 | 2       |